# Hubbardia (plante)
Tribu
Genre

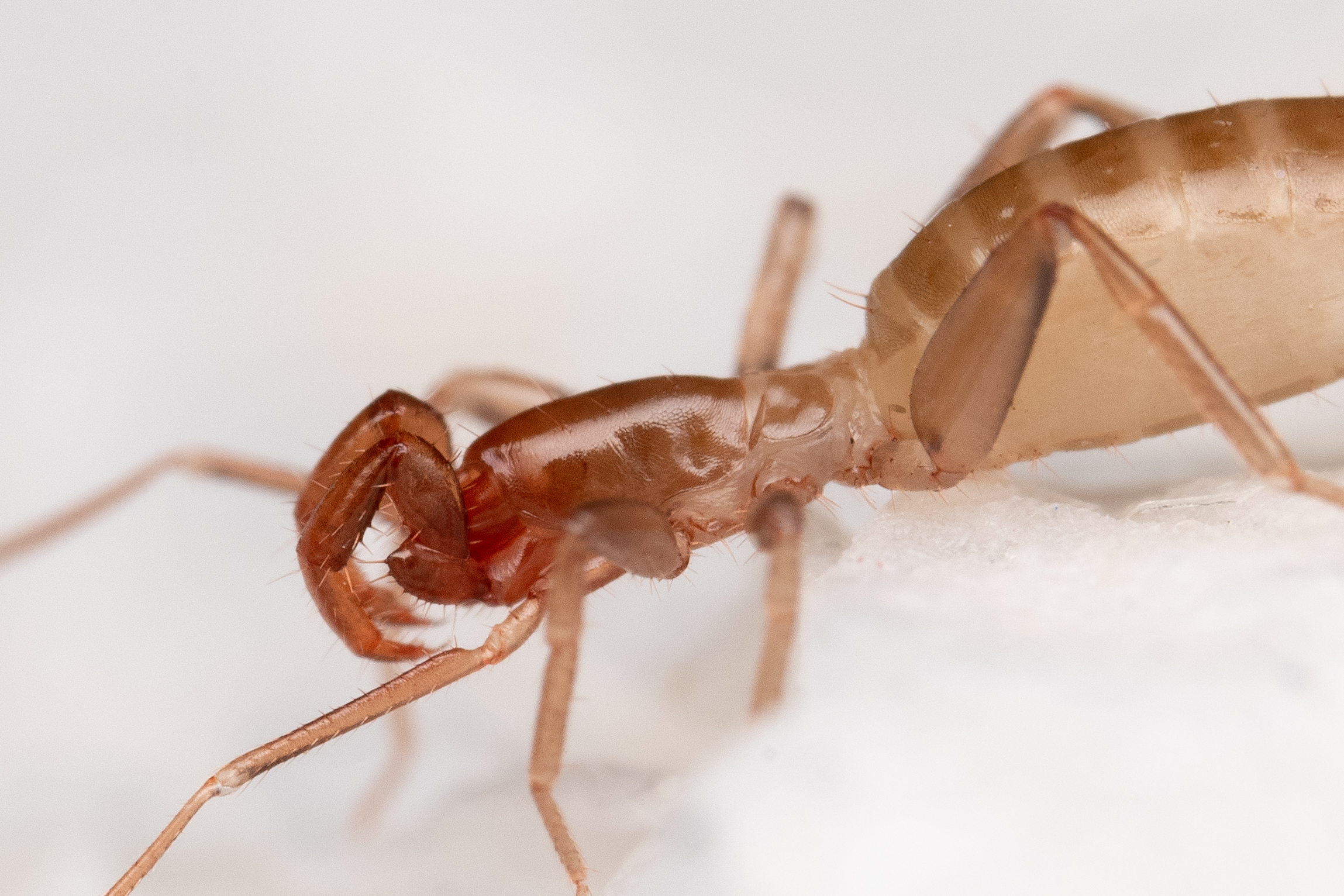

Hubbardia est un genre de plantes monocotylédones de la famille des Poaceae, sous-famille des Micrairoideae, originaire d'Asie tropicale.
Ce genre est le seul de la tribu des Hubbardieae (tribu monotypique). Il comprend deux espèces endémiques de l'Inde et plus précisément de la chaîne des Ghats occidentaux,.

## Liste d'espèces
Selon Catalogue of Life (8 septembre 2016) :
- Hubbardia diandra Chandore, Gosavi & S.R.Yadav
- Hubbardia heptaneuron Bor

Selon World Checklist of Selected Plant Families (WCSP) (8 septembre 2016) :
- Hubbardia diandra Chandore, Gosavi & S.R.Yadav (2012)
- Hubbardia heptaneuron Bor (1950)